# Xestia amydra
Xestia amydra là một loài bướm đêm trong họ Noctuidae.